# 盾尾蛇科
盾尾蛇科（學名：Uropeltidae），又名針尾蛇科，是蛇亞目下的一個科，這個科內的蛇類都具備洞棲性，主要分佈於印度南部及斯里蘭卡。盾尾蛇的學名「Urapeltidae」語源來自希臘語的「ura」及「pelte」，意思分別是「尾巴」與「盾牌」，表示盾尾蛇的尾部尖端的大型角質盾狀物。目前，盾尾蛇科內有8個屬共47個品種已被確認。

## 特徵
盾尾蛇屬於小型蛇，成年的盾尾蛇大約有20至75公分長。盾尾蛇棲身於地下，牠們的骨骼構造比較原始，彈性亦不足，顎骨僵硬，骨塊呈四方形，下顎仍然保留喙狀骨，但卻眼窩骨卻已經消失。同時，盾尾蛇頭頂上側的骨骼組織亦呈退化跡象，雙眼細小，而且開始變質（蛇類眼睛上應有一片薄膜，但盾尾蛇的眼睛卻有一塊多邊形的甲塊），盆骨亦已消失。另外，針尾蛇的尾部是最具特色的地方。

## 地理分佈
盾尾蛇主要分佈於印度南部及斯里蘭卡。在印度裡，盾尾蛇主要是沿西高止山脈分佈；在斯里蘭卡，盾尾蛇只聚集於氣候與西高止山脈接近的地區，例如斯里蘭卡的西南部。

## 飲食及繁殖
盾尾蛇主要進食無脊椎動物，例如蚯蚓。不過相關研究仍相當貧乏，因此盾尾蛇的飲食習慣也許尚有商榷之處。另外，所有盾尾蛇都是卵胎生動物。

## 品種
| 屬             | 學名及命名者                     | 種數 | 異名 | 地理分佈                                   |
| -------------- | -------------------------------- | ---- | ---- | ------------------------------------------ |
| Brachyophidium | Brachyophidium，Wall，1921       | 1    |      | 印度西南部                                 |
| 頦溝蛇屬       | Melanophidium，Günther，1864     | 3    |      | 印度南部喀拉拉邦及泰米爾納德邦             |
| 扁槌蛇屬       | Platyplectrurus，Günther，1868   | 2    |      | 印度南部及斯里蘭卡                         |
| 槌尾蛇屬       | Plectrurus，A.H.A. Duméril，1851 | 4    |      | 印度南部                                   |
| 凸尾蛇屬       | Pseudotyphlops，Schlegel，1839   | 1    |      | 斯里蘭卡中部及烏沃省與薩伯勒格穆沃省的南部 |
| 銼尾蛇屬       | Rhinophis，Hemprich，1820        | 12   |      | 印度南部及斯里蘭卡                         |
| 鑽尾蛇屬       | Teretrurus，Beddome，1886        | 1    |      | 印度南部                                   |
| 針尾蛇屬T      | Uropeltis，Cuvier，1829          | 23   |      | 印度南部及斯里蘭卡                         |

## 備註
1. 1 2 3  McDiarmid RW、Campbell JA、Touré T：《Snake Species of the World: A Taxonomic and Geographic Reference, vol. 1》頁511，Herpetologists' League，1999年。ISBN 1-893777-00-6
2. 1 2 3 4  . ITIS. 2007  [17 August, 2007].
3. ↑  Parker HW、Grandison AGC：《Snakes -- a natural history》第二版，頁108，大英博物館及康乃爾大學出版社，1977年。ISBN 0-8014-1095-9

## 外部連結
- （英文）TIGR爬蟲類資料庫：盾尾蛇 （页面存档备份，存于）